# Артёмов, Алексей Кириллович
Алексей Кириллович Артёмов (21 августа 1923, с. Сергеевка, Саратовская губерния — 6 ноября 2003, Пенза) — советский и российский математик, специалист в области методики обучения математики, доктор педагогических наук, профессор.

## Биография
- 1948 — окончил ПГПИ.
- 1952 — окончил аспирантуру при Калининском педагогическом институте. Защитил кандидатскую диссертацию на тему «Некоторые вопросы построения курса геометрии в средней школе»[1].
- С 1948 — ассистент, затем старший преподаватель (1953), доцент (1954) кафедры математики физико-математического факультета ПГПИ.
- 1953—1956 — декан физико-математического факультета ПГПИ.
- 1956—1957 — зам. директора по учебной и научной работе ПГПИ.
- 1957—1971 — зав. кафедрой элементарной математики и методики математики физико-математического факультета ПГПИ.
- 1976—1980 — зав. кафедрой педагогики и методики начального обучения.
- 1980—1990 — зав. кафедрой методики начального обучения.
- 1990—1992 — зав. кафедрой математики и методики её преподавания в начальных классах.

Защитил докторскую диссертацию:
- Методологические основы методики формирования математических умений школьников : диссертация … доктора педагогических наук : 13.00.02. — Пенза, 1984. — 350 с.[2].

Руководитель Межвузовского методического семинара по специальности «Педагогика и методика начального обучения» (1984—2003), председатель секции начального обучения областного отделения педагогического общества. Научный руководитель аспирантуры по методике обучения математике при ПГПУ (1988—2003). Зам. председателя диссертационного совета по защите кандидатских диссертаций Мордовского педагогического института (1988—2003).

## Награды
- Почётный профессор ПГПУ (1997).
- Отличник народного просвещения РСФСР (1964).
- Почётный работник высшего профессионального образования России (1998).

За заслуги в сфере науки и образования имеет 7 правительственных медалей.

## Публикации
- Степени и корни [Текст]. — Москва : Учпедгиз, 1959. — 72 с. : черт.; 20 см. — (Из опыта учителя).
- Введение в частные методики обучения : Учеб. пособие / А. К. Артемов, Т. В. Семенова. — Пенза : ППИ, 1982. — 75 с.; 20 см.
- Методические указания по курсу элементарной геометрии. — М., 1959.
- Об одной причине ошибок школьников по геометрии // Математика в школе. — 1963. — № 6.
- Новое в методике обучения математике // Сов. педагогика. — 1965.
- О составе геометрических умений школьников // Новые исследования в пед. науках. — Вып. 3. — М., 1965.
- Состав и методика формирования геометрических умений школьников [Текст]. — [Саратов] : Приволж. кн. изд-во. Пенз. отд-ние, 1969. — 366 с. : черт.; 21 см. — (Ученые записки/ М-во просвещения РСФСР. Пенз. гос. пед. ин-т им. В. Г. Белинского; Вып. 23).
- Об эвристических приёмах при обучении геометрии // Математика в школе. — 1973. — № 6.
- Формирование у школьников обобщённых методических умений. — Свердловск, 1975.
- О развитии математического мышления школьников // Начальная школа. — 1979. — № 5.
- Закономерности распознавания и формирования математических умений школьников // Методика преподавания математики в ср. школе. — Свердловск, 1981.
- Трудности, возникающие у детей при обобщении в математике // Начальная школа. — 1982. — № 4
- Развивающее обучение математике в начальных классах : Пособие для учителей и студентов фак. педагогики и методики нач. обучения / А. К. Артемов; Самар. гос. пед. ун-т им. В. В. Куйбышева. — Самара : Изд-во Самар. ГПУ : Самар. ун-т, 1995. — 117,[1] с. : ил.; 21 см.
- Обучение математике во втором классе : Программа развивающего обучения : Пособие для учителей / А. К. Артемов; Науч.-метод. центр Упр. образования Пенз. гор. администрации. — Пенза : НМЦ Упр. образования Пенз. гор. администрации, 1996. — 113,[1] с. : ил.; 20 см.